# سام فورست
سام فورست (بالإنجليزية: Sam Forrest)‏ هو كاتب أغاني وموسيقي بريطاني، ولد في 1977 في يورك في المملكة المتحدة.

## وصلات خارجية
- الموقع الرسمي
- سام فورست على موقع ميوزك برينز (الإنجليزية)
- سام فورست على موقع ميوزك برينز (الإنجليزية)
- سام فورست على موقع ديسكوغز (الإنجليزية)